# Kippie
Kippie (Kippie B.V.) is een franchise-organisatie met meer dan 60 winkels door Nederland, vooral geconcentreerd in en rond de Randstad. In de winkels van Kippie vindt men grill- en maaltijdspecialiteiten en verschillende broodjes.
Het bedrijf stond voorheen bekend onder de naam Krijgsman Poeliers, maar heeft in 1998 de naam veranderd naar Kippie.